# Bakos Bernadett
Bakos Bernadett (Budapest, 1992. június 26.) építőmérnök, közgazdász, politikus. A 2022-es országgyűlési választást követően megalakuló Országgyűlés tagja.

## Életpályája
Budapesten született, iskoláit (köztük zeneit) Kőbányán végezte, a kispesti Ganz Ábrahám Kéttannyelvű Gyakorló Szakközépiskolában érettségizett. Ezt követően felvették a Budapesti Műszaki Egyetem Építőmérnöki Karára, ahol 2017-ben szerzett építőmérnök alapképzéses diplomát. Ezt követően ugyanott elvégezte a szerkezet-építőmérnök mesterképzést, később, 2025-ben újabb diplomát szerzett az Eötvös Loránd Tudományegyetem közgazdász gazdálkodási és menedzsment alapszakán. Jelenleg is az ELTE MBA szakának hallgatója. Építőmérnöki alapdiplomájának megszerzése közben (2017-től) építőipari kivitelezési területen műszaki asszisztensként, majd 2018 és 2021 között statikus tervezőként dolgozott.
Műszaki pályája mellett a közéletben is aktívvá vált, az LMP tagja lett. A 2019-es önkormányzati választáson elindult Kőbányán, majd a Fővárosi Közgyűlés klímavédelmi és környezetvédelmi bizottság külsős tagja lett, később a párt budapesti elnökségének tagjává is megválasztották. 2020 novemberében, Tóth Balázs képviselő halálát követően, Kőbányán önkormányzati képviselő és a költségvetési bizottság elnöke lett. A 2022-es országgyűlési választáson az Egységben Magyarországért közös listájának 50. helyén indult (az LMP által jelöltek közül negyedikként). Egy összellenzéki megállapodást után vette át mandátumát az alakuló ülést megelőzően, így tagja lett az Országgyűlésnek. Az LMP frakció feloszlását követően, 2025-től független országgyűlési képviselő. Az Országgyűlésben építésüggyel, közlekedéssel és gazdasági kérdésekkel foglalkozik.